# Open Sud de France
Open Sud de France, tidigare Grand Prix de Tennis de Lyon, är en tennisturnering som spelas inomhus på hard court. Turneringen är en del av ATP 250 Series på ATP-touren. Turneringen hölls årligen på Palais des Sports de Gerland i Lyon, Frankrike mellan 1987 och 2009 innan den flyttades till Montpellier 2010.
Det spelades ingen turnering 2011 då den flyttades från att spelas i oktober till januari.

## Resultat

### Singel
| Plats       | År   | Mästare             | Finalist              | Resultat           |
| ----------- | ---- | ------------------- | --------------------- | ------------------ |
| Lyon        | 1987 | Yannick Noah        | Joakim Nyström        | 6–4, 7–5           |
| Lyon        | 1988 | Yahiya Doumbia      | Todd Nelson           | 6–4, 3–6, 6–3      |
| Lyon        | 1989 | John McEnroe        | Jakob Hlasek          | 6–3, 7–6           |
| Lyon        | 1990 | Marc Rosset         | Mats Wilander         | 6–3, 6–2           |
| Lyon        | 1991 | Pete Sampras        | Olivier Delaître      | 6–1, 6–1           |
| Lyon        | 1992 | Pete Sampras (2)    | Cédric Pioline        | 6–4, 6–2           |
| Lyon        | 1993 | Pete Sampras (3)    | Cédric Pioline        | 7–6(7–5), 1–6, 7–5 |
| Lyon        | 1994 | Marc Rosset (2)     | Jim Courier           | 6–4, 7–6(7–2)      |
| Lyon        | 1995 | Wayne Ferreira      | Pete Sampras          | 7–6(7–2), 5–7, 6–3 |
| Lyon        | 1996 | Yevgeny Kafelnikov  | Arnaud Boetsch        | 7–5, 6–3           |
| Lyon        | 1997 | Fabrice Santoro     | Tommy Haas            | 6–4, 6–4           |
| Lyon        | 1998 | Àlex Corretja       | Tommy Haas            | 2–6, 7–6(8–6), 6–1 |
| Lyon        | 1999 | Nicolás Lapentti    | Lleyton Hewitt        | 6–3, 6–2           |
| Lyon        | 2000 | Arnaud Clément      | Patrick Rafter        | 7–6(7–2), 7–6(7–5) |
| Lyon        | 2001 | Ivan Ljubičić       | Younes El Aynaoui     | 6–3, 6–2           |
| Lyon        | 2002 | Paul-Henri Mathieu  | Gustavo Kuerten       | 4–6, 6–3, 6–1      |
| Lyon        | 2003 | Rainer Schüttler    | Arnaud Clément        | 7–5, 6–3           |
| Lyon        | 2004 | Robin Söderling     | Xavier Malisse        | 6–2, 3–6, 6–4      |
| Lyon        | 2005 | Andy Roddick        | Gaël Monfils          | 6–3, 6–2           |
| Lyon        | 2006 | Richard Gasquet     | Marc Gicquel          | 6–3, 6–1           |
| Lyon        | 2007 | Sébastien Grosjean  | Marc Gicquel          | 7–6(7–5), 6–4      |
| Lyon        | 2008 | Robin Söderling (2) | Julien Benneteau      | 6–3, 6–7(5–7), 6–1 |
| Lyon        | 2009 | Ivan Ljubičić (2)   | Michaël Llodra        | 7–5, 6–3           |
| Montpellier | 2010 | Gaël Monfils        | Ivan Ljubičić         | 6–2, 5–7, 6–1      |
| Montpellier | 2011 | Spelades inte       | Spelades inte         | Spelades inte      |
| Montpellier | 2012 | Tomáš Berdych       | Gaël Monfils          | 6–2, 4–6, 6–3      |
| Montpellier | 2013 | Richard Gasquet (2) | Benoît Paire          | 6–2, 6–3           |
| Montpellier | 2014 | Gaël Monfils (2)    | Richard Gasquet       | 6–4, 6–4           |
| Montpellier | 2015 | Richard Gasquet (3) | Jerzy Janowicz        | 3–0, ret.          |
| Montpellier | 2016 | Richard Gasquet (4) | Paul-Henri Mathieu    | 7–5, 6–4           |
| Montpellier | 2017 | Alexander Zverev    | Richard Gasquet       | 7–6(7–4), 6–3      |
| Montpellier | 2018 | Lucas Pouille       | Richard Gasquet       | 7–6(7–4), 6–4      |
| Montpellier | 2019 | Jo-Wilfried Tsonga  | Pierre-Hugues Herbert | 6–4, 6–2           |
| Montpellier | 2020 | Gaël Monfils (3)    | Vasek Pospisil        | 7–5, 6–3           |
| Montpellier | 2021 | David Goffin        | Roberto Bautista-Agut | 5–7, 6–4, 6–2      |
| Montpellier | 2022 | Alexander Bublik    | Alexander Zverev      | 6–4, 6–3           |
| Montpellier | 2023 | Jannik Sinner       | Maxime Cressy         | 7–6(7–3), 6–3      |

### Dubbel
| Plats       | År   | Mästare                                   | Finalister                           | Resultat                |
| ----------- | ---- | ----------------------------------------- | ------------------------------------ | ----------------------- |
| Lyon        | 1987 | Guy Forget Yannick Noah                   | Kelly Jones David Pate               | 4–6, 6–3, 6–4           |
| Lyon        | 1988 | Brad Drewett Broderick Dyke               | Michael Mortensen Blaine Willenborg  | 3–6, 6–3, 6–4           |
| Lyon        | 1989 | Eric Jelen Michael Mortensen              | Jakob Hlasek John McEnroe            | 6–2, 3–6, 6–3           |
| Lyon        | 1990 | Patrick Galbraith Kelly Jones             | Jim Grabb David Pate                 | 7–6, 6–4                |
| Lyon        | 1991 | Tom Nijssen Cyril Suk                     | Steve DeVries David Macpherson       | 7–6, 6–3                |
| Lyon        | 1992 | Jakob Hlasek Marc Rosset                  | Neil Broad Stefan Kruger             | 6–1, 6–3                |
| Lyon        | 1993 | Gary Muller Danie Visser                  | John-Laffnie de Jager Stefan Kruger  | 6–3, 7–6                |
| Lyon        | 1994 | Jakob Hlasek (2) Yevgeny Kafelnikov       | Martin Damm Patrick Rafter           | 6–7, 7–6, 7–6           |
| Lyon        | 1995 | Jakob Hlasek (3) Yevgeny Kafelnikov (2)   | John-Laffnie de Jager Wayne Ferreira | 6–3, 6–3                |
| Lyon        | 1996 | Jim Grabb Richey Reneberg                 | Neil Broad Piet Norval               | 6–2, 6–1                |
| Lyon        | 1997 | Ellis Ferreira Patrick Galbraith          | Olivier Delaître Fabrice Santoro     | 3–6, 6–2, 6–4           |
| Lyon        | 1998 | Olivier Delaître Fabrice Santoro          | Tomás Carbonell Francisco Roig       | 6–2, 6–2                |
| Lyon        | 1999 | Piet Norval Kevin Ullyett                 | Wayne Ferreira Sandon Stolle         | 4–6, 7–6(7–5), 7–6(7–4) |
| Lyon        | 2000 | Paul Haarhuis Sandon Stolle               | Ivan Ljubičić Jack Waite             | 6–1, 6–7(2–7), 7–6(9–7) |
| Lyon        | 2001 | Daniel Nestor Nenad Zimonjić              | Arnaud Clément Sébastien Grosjean    | 6–1, 6–2                |
| Lyon        | 2002 | Wayne Black Kevin Ullyett (2)             | Mark Knowles Daniel Nestor           | 6–4, 3–6, 7–6(7–3)      |
| Lyon        | 2003 | Jonathan Erlich Andy Ram                  | Julien Benneteau Nicolas Mahut       | 6–1, 6–3                |
| Lyon        | 2004 | Jonathan Erlich (2) Andy Ram (2)          | Jonas Björkman Radek Štěpánek        | 7–6(7–2), 6–2           |
| Lyon        | 2005 | Michaël Llodra Fabrice Santoro (2)        | Jeff Coetzee Rogier Wassen           | 6–3, 6–1                |
| Lyon        | 2006 | Julien Benneteau Arnaud Clément           | František Čermák Jaroslav Levinský   | 6–2, 6–7(3–7), [10–7]   |
| Lyon        | 2007 | Sébastien Grosjean Jo-Wilfried Tsonga     | Łukasz Kubot Lovro Zovko             | 6–4, 6–3                |
| Lyon        | 2008 | Michaël Llodra (2) Andy Ram (3)           | Stephen Huss Ross Hutchins           | 6–3, 5–7, [10–8]        |
| Lyon        | 2009 | Julien Benneteau (2) Nicolas Mahut        | Arnaud Clément Sébastien Grosjean    | 6–4, 7–6(8–6)           |
| Montpellier | 2010 | Stephen Huss Ross Hutchins                | Marc López Eduardo Schwank           | 6–2, 4–6, [10–7]        |
| Montpellier | 2011 | Spelades inte                             | Spelades inte                        | Spelades inte           |
| Montpellier | 2012 | Nicolas Mahut (2) Édouard Roger-Vasselin  | Paul Hanley Jamie Murray             | 6–4, 7–6(7–4)           |
| Montpellier | 2013 | Marc Gicquel Michaël Llodra (3)           | Johan Brunström Raven Klaasen        | 6–3, 3–6, [11-9]        |
| Montpellier | 2014 | Nikolay Davydenko Denis Istomin           | Marc Gicquel Nicolas Mahut           | 6–4, 1–6, [10–7]        |
| Montpellier | 2015 | Marcus Daniell Artem Sitak                | Dominic Inglot Florin Mergea         | 3–6, 6–4, [16–14]       |
| Montpellier | 2016 | Mate Pavić Michael Venus                  | Alexander Zverev Mischa Zverev       | 7–5, 7–6(7–4)           |
| Montpellier | 2017 | Alexander Zverev Mischa Zverev            | Fabrice Martin Daniel Nestor         | 6–4, 6–7(7–3), [10–7]   |
| Montpellier | 2018 | Ken Skupski Neal Skupski                  | Ben McLachlan Hugo Nys               | 7–6(7–2), 6–4           |
| Montpellier | 2019 | Ivan Dodig Édouard Roger-Vasselin         | Benjamin Bonzi Antoine Hoang         | 6–4, 6–3                |
| Montpellier | 2020 | Nikola Ćaćić Mate Pavić                   | Dominic Inglot Aisam-ul-Haq Qureshi  | 6–4, 6–7(4–7), [10–4]   |
| Montpellier | 2021 | Henri Kontinen Édouard Roger-Vasselin (3) | Jonathan Erlich Andrei Vasilevski    | 6–2, 7–5                |
| Montpellier | 2022 | Pierre-Hugues Herbert Nicolas Mahut (3)   | Lloyd Glasspool Harri Heliövaara     | 4–6, 7–6(7–3), [12–10]  |
| Montpellier | 2023 | Robin Haase Matwé Middelkoop              | Maxime Cressy Albano Olivetti        | 7–6(7–4), 4–6, [10–6]   |